# Dede Kadu
Dede Kadu is een bestuurslaag in het regentschap West-Soemba van de provincie Oost-Nusa Tenggara, Indonesië. Dede Kadu telt 3424 inwoners (volkstelling 2010).